# Associazione Calcio Reggiana 1939-1940
Questa pagina raccoglie i dati riguardanti l'Associazione Calcio Reggiana nelle competizioni ufficiali della stagione 1939-1940.

## Stagione
Nella stagione 1939-1940 la Reggiana disputa il girone B del campionato di Serie C, in casa granata arrivano i veneti: Luigi Bernardi, Umberto Romanini, Antonio Maran, Bruno Biagini, col terzino Guido Duo dal Livorno, Giordano Colaussi, parente del nazionale, dal Modena. Due ragazzini reggiani si alternano in porta: Satiro Lusetti, detto "gatto magico", e Gino Vasirani.
Nella gara di Coppa Italia arriva il Genova 1893. È il giorno di Natale e al Mirabello convengono 8 000 tifosi. I grifoni passano nei tempi supplementari.
In campionato la Reggiana, guidata dal tecnico "danubiano" János Vanicsek, domina il girone con 46 punti davanti al Mantova, secondo con 42 punti, e si qualifica per le finali. Attacco super con quattro giocatori in doppia cifra, Antonio Maran con 12 reti, Pietro De Stefanis e Giordano Colaussi con 11, Umberto Romanini con 10 centri. Poi il girone di finale dove l'aspettano Spezia, Savona e Taranto. Si incrociano le dita visti i precedenti, ma stavolta, a pochi giorni di distanza dal discorso di Mussolini che porta l'Italia in guerra tra l'entusiasmo generale, la Reggiana batte il Savona al Mirabello ed è Serie B. Clamoroso l'(1-8) del 30 giugno in quel di Taranto. Salgono in Serie B Reggiana con 9 punti, Savona e Spezia con 7 punti, resta escluso il Taranto con 1 punto.
I tifosi invadono il campo e urlano "Stadio, stadio". Si comincia anche a costruirlo, recintando un prato di Ospizio, ma la guerra bloccherà tutto.

## Divise
| Prima divisa |

## Rosa
| N. |                   | Ruolo | Calciatore            |
| -- | ----------------- | ----- | --------------------- |
|    | Italia (bandiera) | D     | Luigi Bernardi        |
|    | Italia (bandiera) | A     | Bruno Biagini         |
|    | Italia (bandiera) | D     | Milo Campari          |
|    | Italia (bandiera) | C     | Nellusco Campari      |
|    | Italia (bandiera) | P     | Tonino Cigarini       |
|    | Italia (bandiera) | A     | Giordano Colaussi     |
|    | Italia (bandiera) | A     | Piero De Stefanis     |
|    | Italia (bandiera) | P     | Guido Duo             |
|    | Italia (bandiera) | A     | Pietro Ferrari Bedini |
|    | Italia (bandiera) | C     | Vivaldo Fornaciari    |

| N. |                   | Ruolo | Calciatore        |
| -- | ----------------- | ----- | ----------------- |
|    | Italia (bandiera) | C     | Cornelio Gatti    |
|    | Italia (bandiera) | P     | Satiro Lusetti    |
|    | Italia (bandiera) | P     | Vittorio Malagoli |
|    | Italia (bandiera) | A     | Antonio Maran     |
|    | Italia (bandiera) | C     | Athos Panciroli   |
|    | Italia (bandiera) | C     | Cesare Pilla      |
|    | Italia (bandiera) | C     | Umberto Romanini  |
|    | Italia (bandiera) | A     | Amos Simonini     |
|    | Italia (bandiera) | C     | Dino Testoni      |
|    | Italia (bandiera) | P     | Gino Vasirani     |

## Risultati

### Girone di andata
| Arbitro: | Carpani (Milano) |

|  |           |           |
|  | Marcatori | 68’ Zampa |

| Arbitro: | Viarengo (Asti) |

|  |           |                               |
|  | Marcatori | 31’ (rig.) Colaussi 46’ Maran |

| Arbitro: | Mastrazzi (Brescia) |

|              |           |  |
| Colaussi 89’ | Marcatori |  |

| Arbitro: | Bogetti (Torino) |

|            |           |              |
| Toppan 90’ | Marcatori | 82’ Bernardi |

| Arbitro: | Pasturenti (Voghera) |

|                                                        |           |              |
| Maran 4’, 54’ Colaussi 48’, 53’ 57’ (aut.) Pelliccioli | Marcatori | 7’ Capeletto |

| Arbitro: | Garzena (Voghera) |

|              |           |                                 |
| Reggiani 49’ | Marcatori | 24’ Ferrari Bedini 84’ Romanini |

| Arbitro: | Bellè (Venezia) |

|                                                    |           |             |
| De Stefanis 1’ Romanini 19’ Maran 20’ Bernardi 69’ | Marcatori | 34’ Buzzoni |

| Arbitro: | Donati (Milano) |

|                                   |           |             |
| Barbieri 50’, 53’, 88’ Zenari 85’ | Marcatori | 39’ Biagini |

| Arbitro: | Stecig (Fiume) |

|  |           |                    |
|  | Marcatori | 60’ (aut.) Rampini |

| Arbitro: | Ferorelli (Napoli) |

|           |           |  |
| Maran 28’ | Marcatori |  |

| Arbitro: | Giambone (Venezia) |

|           |           |                                |
| Galli 30’ | Marcatori | 35’ (aut.) Maestroni 86’ Maran |

| Arbitro: | Barbieri (Genova) |

|                               |           |                    |
| Malagoli 20’ (rig.) Gatti 89’ | Marcatori | 24’, 53’ Garavelli |

| Arbitro: | Agnolin (Bassano del Grappa) |

|              |           |  |
| Grisanti 69’ | Marcatori |  |

| Arbitro: | Da Broj (Forlì) |

|                                  |           |           |
| Maran 44’, 62’ Meanti 51’ (aut.) | Marcatori | 83’ Marin |

| Arbitro: | Limido (Milano) |

|               |           |                                |
| Bernardin 26’ | Marcatori | 51’ (aut.) Ravizza 65’ Biagini |

### Girone di ritorno
| Arbitro: | Scotto (Savona) |

|                |           |  |
| Fornasaris 78’ | Marcatori |  |

| Arbitro: | Monti (Gallarate) |

|                              |           |  |
| Romanini 51’ De Stefanis 55’ | Marcatori |  |

| Arbitro: | Ferorelli (Napoli) |

|          |           |                                            |
| Zama 86’ | Marcatori | 11’, 48’ Romanini 18’ Biagini 71’ Bernardi |

| Arbitro: | Bellè (Venezia) |

|                                                                      |           |  |
| Bernardi 5’ Pilla 22’ Malagoli 65’, 74’ Biagini 79’ Gatti 90’ (rig.) | Marcatori |  |

| Arbitro: | Garotta (Milano) |

|            |           |                          |
| Colombi 8’ | Marcatori | 17’ Romanini 72’ Biagini |

| Arbitro: | Rabitti (Genova) |

|                  |           |              |
| Gatti 54’ (rig.) | Marcatori | 27’ Correnti |

| Arbitro: | Galeati (Bologna) |

|             |           |                 |
| Rampini 10’ | Marcatori | 36’ De Stefanis |

| Arbitro: | Zavattaro (Casale Monferrato) |

|                                     |           |  |
| Malagoli 26’ Colaussi 53’ Maran 82’ | Marcatori |  |

| Arbitro: | Ferorelli (Napoli) |

|                                        |           |  |
| Bernardi 36’ Malagoli 85’ Colaussi 86’ | Marcatori |  |

| Arbitro: | Limido (Milano) |

|                       |           |                                |
| De Carli 54’ Roda 78’ | Marcatori | 10’ Maran 77’, 87’ De Stefanis |

| Arbitro: | Dagnino (Genova) |

|                                                    |           |  |
| Colaussi 20’, 50’ Gatti 69’ (rig.) De Stefanis 89’ | Marcatori |  |

| Arbitro: | Tassini (Verona) |

|  |           |           |
|  | Marcatori | 23’ Gatti |

| Reggio Emilia 12 maggio 1940 28ª giornata | Reggiana           | 0 – 0 | Mantova | Stadio Mirabello\| Arbitro: \| Cossutta (Trieste) \| |
| Arbitro:                                  | Cossutta (Trieste) |       |         |                                                      |

| Crema 19 maggio 1940 29ª giornata | Crema            | 0 – 0 | Reggiana | Stadio Comunale\| Arbitro: \| Dagnino (Genova) \| |
| Arbitro:                          | Dagnino (Genova) |       |          |                                                   |

| Arbitro: | Gambarelli (Nembro) |

|                                                        |           |                  |
| Romanini 6’ De Stefanis 44’ Biagini 46’, 85’ Maran 51’ | Marcatori | 61’, 82’ Maestri |

### Finali Promozione Girone A
| Arbitro: | Cardinali (Milano) |

|                               |           |  |
| Diotalevi 14’, 87’ Farina 72’ | Marcatori |  |

| Arbitro: | Pizziolo (Firenze) |

|                                     |           |                |
| Romanini 23’ Maran 39’ Malagoli 81’ | Marcatori | 50’ Castellano |

| Savona 16 giugno 1940 3ª giornata | Savona            | 0 – 0 | Reggiana | Campo di corso Ricci\| Arbitro: \| Bertolio (Torino) \| |
| Arbitro:                          | Bertolio (Torino) |       |          |                                                         |

| Arbitro: | Pizziolo (Firenze) |

|                                                            |           |              |
| Gatti 20’ (rig.) Bernardi 45’ De Stefanis 55’ Colaussi 75’ | Marcatori | 18’ Santillo |

| Arbitro: | Gamba (Napoli) |

|              |           |                                                                                  |
| Molinari 63’ | Marcatori | 6’, 44’ Romanini 25’, 50’ Colaussi 30’, 89’ De Stefanis 60’ Malagoli 76’ Biagini |

| Arbitro: | Mattea (Torino) |

|                             |           |  |
| Biagini 39’ De Stefanis 73’ | Marcatori |  |